# Нісіпіту
Нісіпіту (рум. Nisipitu) — село у повіті Сучава в Румунії. Входить до складу комуни Улма.
Село розташоване на відстані 386 км на північ від Бухареста, 73 км на захід від Сучави.

## Населення
За румунським переписом 1930 року у селі проживало 87% гуцулів і русинів від усього населення.
За даними перепису населення 2002 року у селі проживали 447 осіб.
Національний склад населення села:
| Національність | Кількість осіб | Відсоток |
| -------------- | -------------- | -------- |
| румуни         | 322            | 72,0%    |
| українці       | 125            | 28,0%    |

Рідною мовою назвали:
| Мова       | Кількість осіб | Відсоток |
| ---------- | -------------- | -------- |
| румунська  | 323            | 72,3%    |
| українська | 124            | 27,7%    |